# Кав'ярня Вурма
Кав'ярня Вурма (угор. Wurm kávéház) — колишня кав'ярня в Пешті, центр шахового життя Угорщини у першій половині XIX століття. Знаходилась між вулицями Яноша Апачаї, 15 (угор. Apáczai Csere János) та Доротья, 6 (угор. Dorottya), в центрі міста, недалеко від Дунаю. Перший поверх зведено 1814 року, другий споруджено під керівництвом архітектора Міхая Поллака у 1821-1822 роках.
У кав'ярні збиралися гравці в доміно та кості, діяв Пештський шаховий клуб, заснований 1839 року — перший зареєстрований шаховий клуб в Угорщині. Найсильнішим шахістом того періоду був Йожеф Сен, який разом із Вінцентом Ґріммом представляв Пешт у матчі за листуванням Пешт — Париж (1842—1845; парижани грали в кав'ярні «Режанс»). Угорці здобули перемогу 2:0, що стало несподіваним результатом, адже Париж на той час уважали шаховою столицею Європи. Після революції 1848 року шахове життя в кав'ярні занепало, пожвавившись потім завдяки старанню Ференца Еркеля (композитор, автор гімну Угорщини), який багато років очолював шаховий клуб.
З 1893 hjre в будівлі працював банк («Magyar Pénzváltó és Leszámítoló Bank»). Павільйон запроєктував Алайош Гаусманн, який відомий, наприклад, реконструкцією замку Буда. Будинок зазнав руйнувань під час Другої світової війни й пройшов реставрацію на початку 1950-х років. Тут містився головний офіс компанії «Technoimpex», а у 1994 році будинок продано іноземним інвесторам. Зберігся історичний фасад будівлі, натомість, інтер'єр повністю оновлено, збудувавши елітне житло (86 квартир) на верхніх поверхах і ресторан на першому поверсі.